# Даво, Жан-Батист
Жан-Батист Даво (фр. Jean-Baptiste Davaux ; 19 июля 1742, кантон Ла-Кот-Сен-Андре, департамент Изер, Овернь — Рона — Альпы Франция — 2 февраля 1822, Париж) — французский композитор и скрипач.

## Биография
С 1767 года служил на различных государственных постах.
Автор двух комических опер (1785). Наиболее известен своей инструментальной музыкой, особенно, 13-ю симфоническими концертами (1772—1800). Создал также 25 струнных квартетов, других камерных произведений, симфоний, скрипичных концертов, арий и др. Музыкальные композиции написаны в простом стиле, в соответствии со вкусами того времени.
Жану-Батисту Даво приписывают изобретение в 1784 году бреге-хронометра — прибора для точного ориентира темпа при исполнении музыкального произведения, задолго до изобретения метронома И. Мельцеля.

## Избранные музыкальные сочинения
- Concertante Symphonies, Op.5
- Concertante Symphonies, Op.7
- Concertante Symphonies, Op.8
- Concertante Symphonies, Op.11
- Concertante Symphonies, Op.12
- Concertante Symphonies, Op.13
- Concertante Symphony, Op.16
- Ouverture et Entr’actes de Théodore
- String Quartets 'd’airs connus', Op.10
- String Quartets, Op.6
- String Quartets, Op.9 P
- String Quartets, Op.14
- String Quartets, Op.17